# 広中一成
広中 一成（ひろなか いっせい、1978年 - ）は、日本の歴史学者。愛知学院大学文学部歴史学科准教授。専門は中国近現代史、日中戦争史、中国傀儡政権史。特に日中戦争をめぐる問題について研究を行う。戦争と平和の資料館ピースあいち理事。NPO平和のための戦争メモリアルセンター理事。
主な著書に『後期日中戦争 太平洋戦争下の中国戦線』『傀儡政権―日中戦争、対日協力政権史』『冀東政権と日中関係』『増補新版 通州事件』などがある。

## 経歴
愛知県出身。愛知学院大学文学部卒業、愛知大学大学院中国研究科 中国研究専攻博士後期課程修了。豊橋創造大学非常勤講師、豊田工業大学非常勤講師、愛知大学非常勤講師等を経て、現職。
専門は中国近現代史、日中戦争史、中国傀儡政権史。戦争体験者へのオーラルヒストリーも行っている。

## 論文
- 広中一成 - researchmap
- 広中一成 - J-GLOBAL
- CiNii 広中一成

## 著書・論文

### 著書
- 『「華中特務工作」秘蔵写真帖　陸軍曹長梶野渡の日中戦争』 (彩流社、2011年)
- 『ニセチャイナ―中国傀儡政権　満洲・蒙疆・冀東・臨時・維新・南京（20世紀中国政権総覧Vol.1）』 (社会評論社、2013年)
- 『中日戰爭真實影像紀録―一位日本士兵經歴的戰時生活』 (中華書局(香港)有限公司、2013年)
- 『日中和平工作の記録　今井武夫と蔣介石・汪兆銘』 (彩流社、2013年)
- 『語り継ぐ戦争　中国・シベリア・南方・本土「東三河8人の証言」』 (えにし書房、2014年)
- 『鳥居観音所蔵　水野梅暁写真集―仏教を通じた日中提携の模索（愛知大学東亜同文書院大学記念センターシリーズ）』 (社会評論社、2016年)
- 『通州事件　日中戦争泥沼化への道』 (星海社新書、2016年)
- 『方鏡山淨圓寺所蔵　藤井淨宣写真集―近代日中仏教提携の実像（愛知大学東亜同文書院大学記念センターシリーズ）』 (社会評論社、2017年)
- 『冀東政権と日中関係』 (汲古書院、2018年)
- 『牟田口廉也　「愚将」はいかにして生み出されたのか』 (星海社新書、2018年)
- 『傀儡政権　日中戦争、対日協力政権史』 (角川新書、2019年)
- 『後期日中戦争　太平洋戦争下の中国戦線』 (角川新書、2021年)
- 『戦争と芸能　そのとき、どんなことが起きていたのか？』 (育鵬社、2022年)
- 『増補新版　通州事件』 (志学社、2022年)
- 『後期日中戦争　華北戦線　太平洋戦争下の中国戦線Ⅱ』 (角川新書、2024年)
- 『七三一部隊の日中戦争 敵も味方も苦しめた細菌戦 』 (PHP研究所、2025年7月)

### 論文
- 「冀東防共自治委員会及び冀東防共自治政府の成立過程についての一考察」 『愛知大学国際問題研究所紀要』 (128),267-284頁、2006年
- 「通州事件の住民問題―日本居留民保護と中国人救済」 『軍事史学』 43 (3),120-138頁、2008年
- 「中華民国臨時政府樹立過程における王克敏擁立をめぐる特務部の動向：　華北経済開発と浙江財閥」 『中国研究月報』 62 (12),1-16頁、2008年
- 「冀東防共自治政府の対日満『外交』―冀東政府解消問題の対応をめぐって」 『中国21』 31,109-128頁、2009年
- 「第二回汎太平洋仏教青年会大会における中国代表団招致問題―藤井草宣研究の一環として 『愛知大学史研究』 (3),117-126頁、2009年
- 「国立故宮博物院からの金属製文物の対日『献納』―1944―1945」 『軍事史学』 45 (3),89-111頁、2009年
- 「冀東政権の財政と阿片専売制度」 『現代中国研究』 (28),71-91頁、2011年
- 「日本の中国侵略と水野梅暁」 『愛知大学国際問題研究所紀要』 (146),39-62頁、2015年
- 「報道写真から見た通州事件―日中戦争初期における日本の反中プロパガンダ」 『日本帝国の表象　生成・記憶・継承』,87-111頁、2016年
- 「上海に生きた東亜同文書院生：　戦前上海日本人社会の一側面」 『アジア遊学』 (205),106-119頁、2017年
- 「ふたつの授業ボイコットからみた東亜同文書院の学校運営の問題（1920―1930） 『史潮』 (81),20-41頁、2017年
- 「日中戦争初期華北における仏教同願会の成立と対日協力」 『東洋史研究』 77 (2),62-93頁、2018年
- 「通州事件被害者家族の戦後」 『アジア民衆史研究』 25,37-50頁、2020年
- 「東亜同文書院生が見た山西省新民会―大旅行調査の教育的意義」 『同文書院記念報』 29,67-79頁、2021年
- 「日中戦争下天津におけるスクラップ回収」 『菊池一隆教授退職記念論集　東アジア近現代世界の諸相』,88-109頁、2022年
- 「日本軍占領下山西省における大旅行調査―東亜同文書院第36期生の旅行日誌を手がかりに」 『愛知大学東亜同文書院大学記念センター叢書　書院生の見た日中戦争』,153-179頁、2022年
- 日中仏教交流と日本の中国侵略―水野梅暁に潜む「光と影」 アジア遊学299　近代日本の中国学　その光と影、2024年